# Land of the Free (album)
Land of the Free četvrti je studijski album njemačkog power metal sastava Gamma Ray. Album je 29. svibnja 1995. godine objavila diskografska kuća Noise Records. Ovo je prvi objavljeni album grupe nakon odlaska bivšeg pjevača Ralfa Scheepersa i na kojem je pjevao Kai Hansen, koji se vratio pjevanju 10 godina nakon Helloweenovog albuma Walls of Jericho.
Ovo je bio posljednji album za tadašnju skupinu. Prvobitna namjera je bila da basist Jan Rubach zamijeni mjesto s gitaristom Dirkom Schlächterom, ali je na kraju odlučio napustiti sastav. Bubnjar Thomas Nack također je otišao iz sastava nakon ovog albuma.
Pjesma Afterlife je posvećena bivšem bubnjaru Helloweena Ingu Schwichtenbergu koji je počinio samoubojstvo 2 mjeseca prije objave albuma.
Dio solo dionice pjesme "All of the Damned" preuzet je iz pjesme The Eaglesa, "Hotel California".
Zajedno s većinom prijeđašnjih izdanja sastava, album je reizdan 2003. s drugačijim omotom i s 3 bonus pjesme.

## Popis pjesama
| 1.    | »Rebellion in Dreamland«                        | Kai Hansen      | Hansen         | 8:44 |
| 2.    | »Man on a Mission«                              | Hansen          | Hansen         | 5:49 |
| 3.    | »Fairytale«                                     | Hansen          | Hansen         | 0:50 |
| 4.    | »All of the Damned«                             | Hansen          | Hansen         | 5:01 |
| 5.    | »Rising of the Damned« (instrumentalna skladba) |                 | Hansen         | 0:43 |
| 6.    | »Gods of Deliverance«                           | Hansen          | Jan Rubach     | 5:01 |
| 7.    | »Farewell«                                      | Dirk Schlächter | Schlächter     | 5:11 |
| 8.    | »Salvation's Calling«                           | Rubach          | Rubach         | 4:36 |
| 9.    | »Land of the Free«                              | Hansen          | Hansen         | 4:38 |
| 10.   | »The Saviour« (instrumentalna skladba)          |                 | Hansen         | 0:40 |
| 11.   | »Abyss of the Void«                             | Hansen          | Hansen         | 6:04 |
| 12.   | »Time to Break Free«                            | Hansen          | Hansen         | 4:40 |
| 13.   | »Afterlife«                                     | Hansen          | Hansen, Rubach | 4:46 |
| 56:43 |                                                 |                 |                |      |

| Bonus pjesme na reizdanju iz 2002. | Bonus pjesme na reizdanju iz 2002.             | Bonus pjesme na reizdanju iz 2002. | Bonus pjesme na reizdanju iz 2002. | Bonus pjesme na reizdanju iz 2002. | Bonus pjesme na reizdanju iz 2002. | Bonus pjesme na reizdanju iz 2002. | Bonus pjesme na reizdanju iz 2002. | Bonus pjesme na reizdanju iz 2002. | Bonus pjesme na reizdanju iz 2002. |
| Br.                                | Skladba                                        | Autor                              | Trajanje                           |                                    |                                    |                                    |                                    |                                    |                                    |
| ---------------------------------- | ---------------------------------------------- | ---------------------------------- | ---------------------------------- | ---------------------------------- | ---------------------------------- | ---------------------------------- | ---------------------------------- | ---------------------------------- | ---------------------------------- |
| 14.                                | »Heavy Metal Mania« (obrada sastava Holocaust) | Mortimer                           | 4:49                               |                                    |                                    |                                    |                                    |                                    |                                    |
| 15.                                | »As Time Goes By« (pre-produkcija)             | Hansen/Piet Sielck                 | 4:54                               |                                    |                                    |                                    |                                    |                                    |                                    |
| 16.                                | »The Silence '95«                              | Hansen                             | 6:29                               |                                    |                                    |                                    |                                    |                                    |                                    |
| 72:57                              |                                                |                                    |                                    |                                    |                                    |                                    |                                    |                                    |                                    |

## Zasluge
| Gamma Ray - Dirk Schlächter – gitara, klavijature, produkcija, inženjer zvuka, miks - Jan Rubach – bas-gitara - Thomas Nack – bubnjevi, prateći vokal - Kai Hansen – gitara, vokal, produkcija, inženjer zvuka, miks Ostalo osoblje - Eike R. Gall – naslovnica albuma - Ralf Lindner – mastering - Thomas Bucher – umjetnički smjer, topografija - Uschu Brem-Freund – fotografije - Martin Romeis – fotografije - Charlie Bauerfeind – produkcija, inženjer zvuka, miks | Dodatni glazbenici - Sascha Paeth – dodatne klavijature - Hacky Hackmann – vokal (zborovi) - Catharina Boutari – vokal (zborovi - pjesme 1., 2., 4., 11.) - Axel Naschke – vokal (zborovi - pjesme 2., 4., 6., 8., 11.) - Hansi Kürsch – dodatni vokal (na pjesmi "Farewell"), vokal (zborovi - pjesme 1., 7., 9.) - Michael Kiske – vokal (na pjesmi "Time to Break Free"), dodatni vokal, vokal (zborovi - na pjesmi "Land of the Free") |